# Дјечија библиотека Источно Сарајево
Дјечија библиотека Источно Сарајево је дио Матичне библиотеке Источно Сарајево и представља новије одјељење које је настало 2010. године.

## Историја
Дјечија библиотека смјештена је на 187 квадратних метара по стандарду уређеног простора која испуњава све захтјеве и смјенице IFLA/UNESCO за библиотечке услуге за дјецу.Дјечија библиотека нуди бесплатне улоге које обезбјеђују да за све малишане од 1-14 година уклањају социјалне баријере и дају могућност свима за коришћење као библиотечког, тако и дидактичког материјала, и стицања нових знања кроз најсавременије методе радионичке активности те креативно провођење слободног времена. Дјечија библиотека у свакодневној понуди има школе страних језика, школу рацунара, едукативне радионице, школу сликања, програм за бебе до 3 године, музичке радионице, као и омладински хор. Дјечије одјељење садржи 15.000 јединица намјењених дјеци од предшколског узраста до завршног разреда основне школе.
Дјечија библиотека Источно Сарајево има око 2.300 чланова, богате фондове, који се свакодневно увећавају, које чине 15.000 наслова, као велики број културних и васпитних активности    

## Фонд
Фонд дјечије библиотеке садржи:
- играчака
- сликовница
- основношколске лектире
- дјечије белетристике
- народне књижевности
- фонд популарних наука
- класичне књижевности
- дискове за звучну и визуелну пројекцију
- стрипови и часописи